# 851년

## 연호
- 당(唐) 대중(大中) 5년
- 일본(日本) 가쇼(嘉祥) 4년 / 닌주(仁寿) 원년

## 기년
- 당(唐) 선종(宣宗) 5년
- 신라(新羅) 문성왕(文聖王) 13년
- 발해(渤海) 대이진(大彝震) 22년

## 사건
- 정년과 최무창이 맞서 싸우다가 죽음.
- 염장 비참한 최후를 맞이함.